# Stardust (groupe)
Pour les articles homonymes, voir Stardust.
Stardust est un groupe éphémère de French touch français. Le groupe n'est actif qu'un an, en 1998, année durant laquelle il sort le morceau à succès Music Sounds Better with You.

## Biographie
Le groupe est composé d'Alan Braxe, de Benjamin Diamond et de Thomas Bangalter (membre du duo Daft Punk), réunis le temps d'une collaboration pour le morceau Music Sounds Better with You en 1998. Le morceau est imaginé en décembre 1997 dans le studio de Thomas Bangalter. Il est construit autour d'un sample de la chanson Fate de Chaka Khan et du chant de Benjamin Diamond. Une première version est jouée en live au Rex le 11 décembre 1997. Retravaillé, le morceau est finalement terminé en une semaine. Il est édité sur le label Roulé, créé par Thomas. Au début de l'année 1998, des exemplaires de l'EP sont distribués à quelques DJs lors de la Winter Music Conference de Miami, où le disque remporte un très grand succès. La demande est telle qu'elle devient difficilement gérable pour le label indépendant Roulé, qui ne peut en assurer immédiatement la distribution. Il y a alors apparition de nombreux bootlegs : au total, ce sont plusieurs dizaines de milliers d'exemplaires du morceau, modifié de diverses façons, qui sont vendus illégalement. Afin d'assurer l'offre, le titre est finalement édité au format CD single chez Virgin.
Music Sounds Better with You envahit les ondes radio durant l'été 1998 et grimpe rapidement au sommet des charts. Le clip, réalisé par Michel Gondry, connaît ses premières diffusions sur MTV. L'impact est important : très populaire en soirée et auprès des DJs, il est élu meilleur single dance de l'année 1998 par les lecteurs du magazine britannique Mixmag, et sert même de bande sonore aux meetings politiques du RPR. Le succès s'explique en partie par la simplicité du titre, son tempo et ses arrangements. À ce sujet, les réactions d'autres producteurs de cette période sont unanimes. Étienne de Crécy : « Stardust, pour moi, ça a été une vraie claque. C'était la synthèse de tout ce que j'avais envie de faire et d'entendre : le son énorme, la voix pop, les arrangements funky. C'est le seul morceau qui m'ait rendu jaloux »,. « Stardust [...] ça défonce du début à la fin. Quand c'est super fort et que ça correspond à l'attente des gens, ça devient un truc universel », explique Philippe Zdar de Cassius.
Le morceau est ajouté le 17 Septembre 2013 à la sortie de Grand Theft Auto 5, dans la radio Non-stop-FM, et devient une musique majeure et reconnue dans la culture populaire et gaming de cette année jusqu'à aujourd'hui.
Vendu à plus de deux millions d'exemplaires en quelques mois, le Music Sounds Better With You de Stardust devient numéro un dans de nombreux pays, et devient le titre emblématique de la French touch. Malgré le concept one shot de Stardust, il semble que le trio ait commencé à travailler sur un album complet, qui ne vit cependant jamais le jour. Des proches de Thomas Bangalter laissèrent aussi entendre qu'une poursuite de Stardust aurait pu être nuisible à la poursuite de Daft Punk.
En 2018, 20 ans après la sortie du titre Music Sounds Better with You, le groupe se réunit en studio pour sortir une nouvelle édition remastérisée diffusée ensuite sur toutes les plateformes de streaming via le label Because Music le 28 juin 2019. Une version maxi vinyle a été également sortie pour l'occasion,.

## Discographie

### Singles
| Année                                                                          | Titre                        | Meilleure position | Meilleure position | Meilleure position | Meilleure position | Meilleure position | Meilleure position | Meilleure position | Meilleure position | Meilleure position | Meilleure position | Meilleure position | Meilleure position | Meilleure position | Album            |
| Année                                                                          | Titre                        | Australie          | Autriche           | France             | Irlande            | Italie             | Pays-Bas           | Norvège            | Nouvelle-Zélande   | Suède              | Suisse             | Espagne            | Royaume-Uni        | États-Unis         | Album            |
| ------------------------------------------------------------------------------ | ---------------------------- | ------------------ | ------------------ | ------------------ | ------------------ | ------------------ | ------------------ | ------------------ | ------------------ | ------------------ | ------------------ | ------------------ | ------------------ | ------------------ | ---------------- |
| 1998                                                                           | Music Sounds Better with You | 4                  | 24                 | 10                 | 5                  | 7                  | 15                 | 14                 | 8                  | 27                 | 7                  | 1                  | 2                  | 62                 | Single seulement |
| « — » signifie que le single n'est pas classé ou n'est pas sorti dans le pays. |                              |                    |                    |                    |                    |                    |                    |                    |                    |                    |                    |                    |                    |                    |                  |

### Concerts et lives
Stardust n'a fait que trois concerts :
- Rex à Paris en décembre 1997 ;
- Winter Music Conference de Miami en mars 1998 ;
- Rockstore de Montpellier, dans le cadre du festival Boréalis, en août 1998[22].